# ジャン＝ルイ・トランティニャン
ジャン＝ルイ・トランティニャン（Jean-Louis Trintignant, 1930年12月11日 - 2022年6月17日）は、フランス・ヴォクリューズ県出身の俳優。

## 来歴
法律家を志していたが、20歳を過ぎてから興味を持った演劇やダンスを学び1955年に映画デビュー。知的で温厚な個性を発揮、数多くの青春映画や犯罪映画に主演、『男と女』や『フリック・ストーリー』などが当たり役となった。また舞台ではシェイクスピア劇などに出演した。
ミヒャエル・ハネケ、クロード・ルルーシュ、エリック・ロメール、フランソワ・トリュフォー、ジャン＝リュック・ゴダール、アラン・ロブ＝グリエ、ベルナルド・ベルトルッチ、エンキ・ビラル、パトリス・シェローら玄人好みの映像作家的な監督らと多数組み、代表作を残す。中でも『アンジェリク』シリーズ、『殺しが静かにやって来る』、『男と女』、『悲しみのヴァイオリン』などが知られている。またカルト的支持の高いSF映画『バンカー・パレス・ホテル』、人間群像劇『愛する者よ、列車に乗れ』で主演を務めた。昨今に至っても衰えを知らず、齢70を過ぎても活躍していた。
2018年に前立腺がんと診断されたが、治療を拒んでいた。そのためか、2021年11月の段階では視力も衰え、歩行もままならないほど衰えていた。そして2022年6月17日、 ガール県ユゼスにある自宅で家族に看取られながら静かに息を引き取った。91歳没。

## 私生活
叔父はF1レーサーのモーリス・トランティニャンである。自身もレーサーとしても知られているが、2007年にバイク事故を起こしている。
女優のステファーヌ・オードランと最初の結婚をするが映画『素直な悪女』で共演したブリジット・バルドーとの撮影中にした浮気が発覚し離婚。映画監督のナディーヌ・トランティニャンと二度目の結婚し、一男二女をもうけるも離婚。二度目の妻との間に出来た次女は乳児期に病死し、長女のマリー・トランティニャンは女優となったが、2003年に恋人でロックミュージシャンのベルトラン・カンタに暴行を受け急逝した。マリーの息子ロマン・コリンカとジュール・ベンシェトリは俳優となり、ジュールは父親であるサミュエル・ベンシェトリ監督の映画『アスファルト』などに出演している。

## 主な出演作品
| 公開年 | 邦題 原題                                                   | 監督                                     | 役名                   | 備考                                                   |
| ------ | ----------------------------------------------------------- | ---------------------------------------- | ---------------------- | ------------------------------------------------------ |
| 1955   | 空と海の間に Si tous les gars du monde                      | クリスティアン＝ジャック                 | ジャン＝ルイ           |                                                        |
| 1956   | 街の仁義 La loi des rues                                    |                                          | イヴ                   |                                                        |
| 1956   | 素直な悪女 Et Dieu... créa la femme                         | ロジェ・ヴァデム                         | ミシェル               |                                                        |
| 1956   | 乙女の館 Club de femmes                                     |                                          | ミシェル               |                                                        |
| 1959   | 危険な関係 Les Liaisons dangereuses                         | ロジェ・ヴァデム                         | ダンスニー             |                                                        |
| 1959   | 激しい季節 Estate violenta                                  | ヴァレリオ・ズルリーニ                   | カルロ・カレモーリ     |                                                        |
| 1961   | アトランタイド Antinea, l'amante della città sepolta        |                                          | ピエール               |                                                        |
| 1962   | 新7つの大罪 Les Sept péchés capitaux ”La luxure”            | オムニバス＊ジャック・ドゥミ             |                        |                                                        |
| 1962   | 追い越し野郎 Il sorpasso                                    | ディノ・リッシ                           | ロベルト               |                                                        |
| 1962   | スエーデンの城 Château en Suède                             | ロジェ・ヴァデム                         | エリック               |                                                        |
| 1964   | マタ・ハリ Mata Hari, agent H21                             | ジャン＝ルイ・リシャール                 |                        |                                                        |
| 1965   | 七人目に賭ける男 Compartiment tueurs                        |                                          | エリク                 |                                                        |
| 1966   | 男と女 Un homme et une femme                                | クロード・ルルーシュ                     | ジャン・ルイ           |                                                        |
| 1966   | 殺人プロデューサー Safari diamants                          |                                          | ラファエル             |                                                        |
| 1967   | 消される男 Un homme à abattre                               |                                          | ラファエル             |                                                        |
| 1967   | 危険な恋人 Col cuore in gola                                |                                          |                        |                                                        |
| 1967   | ヨーロッパ横断特急 Trans-Europ-Express                      | アラン・ロブ＝グリエ                     |                        |                                                        |
| 1968   | 殺しを呼ぶ卵 La morte ha fatto l'uovo                       |                                          | マルコ                 |                                                        |
| 1968   | 女鹿 Les Biches                                             | クロード・シャブロル                     | ポール・トーマス       |                                                        |
| 1968   | 恋びと Mon amour, mon amour                                 | ナディーヌ・トランティニャン             |                        |                                                        |
| 1968   | 殺しが静かにやって来る Il grande silenzio                   | セルジオ・コルブッチ                     | サイレンス             |                                                        |
| 1968   | 女性上位時代 La Matriarca                                   | パスカル・フェスタ・カンパニーレ         | カルロ・デ・マルキ博士 |                                                        |
| 1968   | 嘘をつく男 L'homme qui ment                                 | アラン・ロブ＝グリエ                     |                        | ベルリン国際映画祭 男優賞 受賞                         |
| 1969   | 孤独なアメリカ人 L'américain                                |                                          | ブルーノ               |                                                        |
| 1969   | Z                                                           | コスタ・ガヴラス                         | 判事                   | カンヌ国際映画祭 男優賞 受賞                           |
| 1969   | モード家の一夜 Ma nuit chez Maud                            | エリック・ロメール                       | ジャン＝ルイ           |                                                        |
| 1969   | 甘く危険な女 Così dolce... così perversa                    |                                          | ジャン                 |                                                        |
| 1970   | 暗殺の森 Il Conformista                                     | ベルナルド・ベルトルッチ                 | マルチェッロ・クレリチ |                                                        |
| 1970   | 流れ者 Le voyou                                             | クロード・ルルーシュ                     |                        |                                                        |
| 1971   | 刑事キャレラ/10＋1の追撃 Sans mobile apparent               | フィリップ・ラブロ                       | ステファン・キャレラ   |                                                        |
| 1972   | 狼は天使の匂い La Course du lièvre à travers les champs     | ルネ・クレマン                           | トニー                 |                                                        |
| 1972   | 影の暗殺者/フランスの陰謀 L'attentat                        |                                          |                        |                                                        |
| 1973   | パリから来た殺し屋 Un homme est mort                        |                                          | ルシアン               |                                                        |
| 1973   | 離愁 Le Train                                               | ピエール・グラニエ＝ドフェール           | ジュリアン             |                                                        |
| 1974   | 暗殺の詩/知りすぎた男どもは、抹殺せよ Le Secret             | ロベール・アンリコ                       |                        |                                                        |
| 1975   | 危険な戯れ Le jeu avec le feu                               | アラン・ロブ＝グリエ                     | フランツ／フランシス   |                                                        |
| 1975   | ヘルバスター L'Agression                                    |                                          |                        |                                                        |
| 1975   | フリック・ストーリー Flic Story                             | ジャック・ドレー                         | エミール・ビュイッソン |                                                        |
| 1975   | サンチャゴに雨が降る Il pleut sur Santiago                  |                                          | 上院議員               |                                                        |
| 1976   | タタール人の砂漠 Il deserto dei tartari                     | ヴァレリオ・ズルリーニ                   | 軍医ロヴィン           |                                                        |
| 1978   | 銀行/銀色の愛情 L'Argent des autres                         |                                          | アンリ                 |                                                        |
| 1979   | メランコリー・ベビー Melancoly Baby                         |                                          | ピエール               |                                                        |
| 1980   | 華麗なる女銀行家 La Banquière                               | フランシス・ジロー                       | バニステール           |                                                        |
| 1982   | 流血の絆/野望篇 Le Grand pardon                             |                                          | 警視                   |                                                        |
| 1983   | 日曜日が待ち遠しい! Vivement dimanche!                      | フランソワ・トリュフォー                 |                        |                                                        |
| 1983   | ザ・クライム/陰謀の罠 La crime                              | フィリップ・ラブロ                       |                        |                                                        |
| 1983   | アンダー・ファイア Under Fire                               | ロジャー・スポティスウッド               | マルセル・ジャジー     |                                                        |
| 1984   | ヴィバラビィ Viva la vie!                                   | クロード・ルルーシュ                     |                        |                                                        |
| 1985   | 遠い日の家族 Partir, revenir                                | クロード・ルルーシュ                     |                        |                                                        |
| 1985   | ランデヴー Rendez-vous                                      | アンドレ・テシネ                         |                        |                                                        |
| 1986   | 男と女II Un homme et une femme, 20 ans déjà                 | クロード・ルルーシュ                     | ジャン＝ルイ           |                                                        |
| 1987   | 悲しみのヴァイオリン La Femme de ma vie                     |                                          | ピエール               |                                                        |
| 1987   | 幻の女 La vallée fantôme                                    | アラン・タネール                         |                        |                                                        |
| 1989   | バンカー・パレス・ホテル Bunker Palace Hôtel                | エンキ・ヴィラル                         | オルム                 |                                                        |
| 1991   | メルシー・ラ・ヴィ Merci la vie                             | ベルトラン・ブリエ                       |                        |                                                        |
| 1994   | トリコロール/赤の愛 Trois couleurs: Rouge                   | クシシュトフ・キェシロフスキ             | 元判事                 |                                                        |
| 1994   | 天使が隣で眠る夜 Regarde les hommes tomber                  | ジャック・オーディアール                 |                        |                                                        |
| 1995   | フェスタ Fiesta                                             |                                          |                        |                                                        |
| 1996   | ロスト・チルドレン La Cité des enfants perdus               | ジャン＝ピエール・ジュネ＆マルク・キャロ | イルヴィン             | 声の出演                                               |
| 1996   | つつましき詐欺師 Un héros très discret                      | ジャック・オーディアール                 |                        |                                                        |
| 1997   | ティコ・ムーン Tykho Moon                                   | エンキ・ヴィラル                         |                        |                                                        |
| 1998   | 愛する者よ、列車に乗れ Ceux qui m'aiment prendront le train | パトリス・シェロー                       | ルシアン・エメリッヒ   |                                                        |
| 2003   | 歌え! ジャニス★ジョプリンのように Janis et John             | サミュエル・ベンシェトゥリ               | キャノン               |                                                        |
| 2012   | 愛、アムール Amour                                          | ミヒャエル・ハネケ                       | ジョルジュ             | カンヌ国際映画祭 パルム・ドール スペシャル・メンション |
| 2017   | ハッピーエンド Happy End                                    | ミヒャエル・ハネケ                       | ジョルジュ・ロラン     |                                                        |
| 2019   | 男と女 人生最良の日々 Les Plus Belles Années d'une vie      | クロード・ルルーシュ                     | ジャン＝ルイ           |                                                        |

## 関連書籍
- Du côté d'Uzès Broché, 2012, Le Cherche Midi
- La passion tranquille: Entretiens avec André Asséo , 2002, Plon
- Un Homme à sa fenêtre (L'Illusion d'optique), 1977, Jean Claude Simoen